# McDonnell F2H Banshee
F2H Banshee — американский палубный истребитель, разработанный компанией Макдоннелл в середине 1940-х годов. Наряду с F9F «Пантера» был основным истребителем ВМС США периода Корейской войны. Состоял на вооружении Королевского ВМФ Канады.

## Боевое применение

### Корейская война
Всего в ходе войны было потеряно 12 самолетов и ещё 4 с неизвестными повреждениями.

## Тактико-технические характеристики

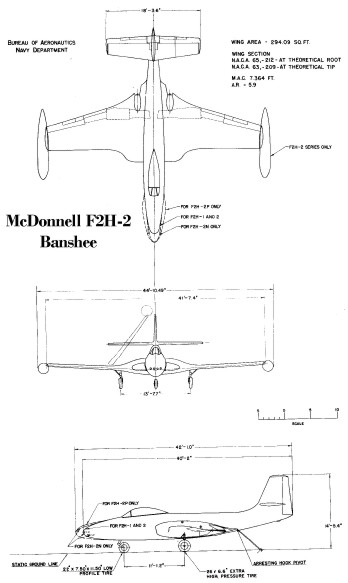
Схема F2H в трёх проекциях

Приведённые характеристики соответствуют модификации F2H-2.
Источник данных: DEPARTMENT OF THE NAVY -- NAVAL HISTORICAL CENTER 
Технические характеристики
- Экипаж: 1 (пилот)
- Длина: 12,24 м
- Размах крыла: 12,68 м (без ПТБ)
- Высота: 4,4 м
- Площадь крыла: 27,32 м²
- Профиль крыла: NACA 65-212 — корень крыла, NACA 63-209 — законцовка
- Средняя аэродинамическая хорда: 2,245 м
- Коэффициент удлинения крыла: 5,9
- База шасси: 3,383 м
- Колея шасси: 4,158 м
- Масса пустого: 5056 кг
- Масса снаряжённого: 5492 кг
- Нормальная взлётная масса: 8048 кг
- Максимальная взлётная масса: 10520 кг
- Масса топлива во внутренних баках: 2387 кг (+ 1089 кг в ПТБ)
- Объём топливных баков: 3320 л (+ 2 × 757 л ПТБ на концах крыла)
- Силовая установка: 2 × ТРД Westinghouse J34-WE-34
- Тяга: 2 × 14,46 кН

Лётные характеристики
- Максимальная скорость: 937 км/ч
- Крейсерская скорость: 806 км/ч
- Скорость сваливания: 159-215 км/ч (в зависимости от массы)
- Боевой радиус:  
  - воздушный патруль: 546 км (без ПТБ)
  - удар по наземной цели: 491 км (c 4 × 113 кг бомбами, 4 × НАР и 2 × ПТБ)
- Практическая дальность:  
  - воздушный патруль: 1463 км (без ПТБ)
  - удар по наземной цели: 1435 км (c 4 × 113 кг бомбами, 4 × НАР и 2 × ПТБ)
- Перегоночная дальность: 2371 км (с ПТБ)
- Практический потолок: 14 970 м
- Скороподъёмность: 37,08 м/с
- Нагрузка на крыло: 294,4 кг/м² (при нормальной взлётной массе)
- Тяговооружённость: 0,366 (при нормальной взлётной массе)
- Длина разбега: 512 м (при нормальной взлётной массе)

Вооружение
- Стрелково-пушечное: 4 × 20 мм пушки M-3 с 600 патронами
- Боевая нагрузка: 698,5 кг
- Неуправляемые ракеты: 8 × 127 мм HVAR или HPAG
- Бомбы: свободнопадающие:
  - 2 × 227 кг или
  - 4 × 113 кг или
  - 8 × 45 кг